# Мякиленская
Мякиленская — деревня в Усть-Кубинском районе Вологодской области.
Входит в состав Троицкого сельского поселения, с точки зрения административно-территориального деления — в Троицкий сельсовет.
Расстояние по автодороге до районного центра Устья — 47,5 км, до центра муниципального образования Бережного — 5,5 км.
По данным переписи в 2002 году постоянного населения не было.